# Paracamenta lydenburgiana
Paracamenta lydenburgiana är en skalbaggsart som beskrevs av Louis Albert Péringuey 1904. Paracamenta lydenburgiana ingår i släktet Paracamenta och familjen Melolonthidae. Inga underarter finns listade i Catalogue of Life.